# Barrage Pak Mun
Pour les articles homonymes, voir Mun.
Le barrage Pak Mun (Embouchure de la Mun) (Thaï: เขื่อนปากมูล) est un barrage de type gravitaire  situé sur la rivière Mun  à  5,5 km à l’ouest de sa confluence avec le Mékong  dans la province d'Ubon Ratchathani en Thaïlande.  Il a été construit dès 1991 par l’Electricity Generating Authority of Thailand (EGAT) avec l’appui de la Banque mondiale et terminé en 1994. Sa construction a coûté 240 millions de $ US.
Le projet a immédiatement été critiqué pour ses effets négatifs sur les pêcheries sur la rivière Mun, une insuffisante compensation aux villageois affectés par sa construction et son incapacité à générer la puissance électrique anticipée. L’impact immédiat du barrage a été d’inonder 117 kilomètres carrés de terre et de déplacer environ 3 000 familles. Un total d’environ 25 000 villageois disent avoir été affectés par le barrage.  Des protestations ont été organisées sur le site même du barrage et près de la Maison du gouvernement à Bangkok. L'EGAT a payé 44,24 millions de $ US en frais de  relocalisation en plus de 15,8 millions en pertes de capacité de pêche.
L'écrivain thaïlandais Pira Sudham est très critique vis-à-vis du peu de respect des paysans de son pays natal par l'EGAT et de la façon dont les plaintes ont été prises en compte par le gouvernement : faible compensation, relocalisation sur des terres non fertiles, réponses brutales aux revendications...  Il critique aussi la Banque mondiale qui a financé le projet pour ensuite admettre que c'était une erreur mais sans en prendre la responsabilité.  
En 2020, en particulier à Rasi Salai, des milliers de familles poursuivent leur lutte pour que la perte de leurs terres soit compensée.  

## Pêcheries
En réponse aux inquiétudes quant à l’impact sur les pêcheries, une échelle à poissons a été incorporée au barrage pour permettre aux poissons d’aller frayer dans la rivière Mun.  Cependant, cette échelle est peu efficace : un rapport de la  World Commission on Dams (en) (rédigé entre 1997 et 2000) a estimé que sur 265 espèces de poisson précédemment recensées dans la rivière Mun près de la moitié a été affectée significativement et au moins 56 ont disparu.  Les prises ont diminué de 60 % à 80 %. En mars 2014, le journal Bangkok Post rapporte et précise que la WCD a constaté un très fort déclin des espèces de poisson de 256 à 96.Cependant on ne sait pas quelle proportion de cette baisse est attribuable au barrage par rapport aux autres facteurs potentiels.
En réponse aux protestations, le gouvernement a temporairement ouvert les portes du barrage en  juin 2001.   Plus tard, une étude de l’université d'Ubon Ratchathani a recommandé de garder les portes ouvertes pour cinq années additionnelles, et une étude de Living River Siam (en) a recommandé de démolir simplement le barrage. Le gouvernement a plutôt décidé de fermer les portes pendant huit mois chaque année, à partir de novembre 2002.

## Production d’électricité
Le rapport de la World Commission on Dams (en) a aussi soulevé des doutes sur la puissance effective du barrage. Il estimait qu'il ne pouvait pas produire de façon fiable le volume d’électricité prévu, ce qui le rendait économiquement non viable. L'EGAT a répondu qu’une telle puissance continue n’était pas nécessaire et que le barrage restait une source utile d’électricité. Cette utilité n’est pas démontrée puisque la Thaïlande produit 130 % de sa consommation électrique quotidienne [réf. nécessaire].